# Ténéré

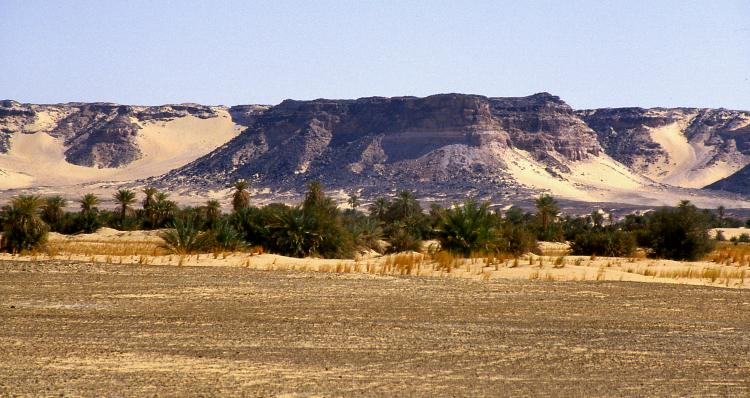
Ténéré – widok na oazy pod klifami Kaouar

Ténéré – pustynny region w obrębie południowo-centralnej Sahary. Jest to rozległa piaszczysta równina o powierzchni ok. 400 tys. km², ciągnąca się od północno-wschodniego Nigru do zachodniego Czadu. Pustynia ograniczona jest górami Aïr na zachodzie, Ahaggar na północy, wyżyną Djado na północnym wschodzie, pasmem Tibesti na wschodzie i Kotliną Czadu na południu.

## Warunki naturalne
Większość obszaru pustyni stanowi płaska kotlina, niegdyś prehistorycznego Jeziora Czad. Na północy Ténéré jest rozległą, usłaną kamieniami pustynią (hamadą), miejscami przerywaną wzgórzami ze skał wulkanicznych. Na południu obszar Ténéré zajmują ruchome wydmy. Obszar ten łączy się z położoną bardziej na wschód piaszczystą pustynią Grand Erg de Bilma.  Na zachodzie wznoszą się klify gór Aïr, w niektórych miejscach przylegające bezpośrednio do piaszczystych wydm. Na południowym wschodzie granicę pustyni Ténéré wyznaczają klify Kaouar i ciągnący się na długości 100 km łańcuch oaz.
Ténéré charakteryzuje się suchym i bardzo gorącym klimatem, który powoduje praktycznie całkowity brak roślinności. Temperatury w lecie przekraczają 40 °C, a roczna wysokość opadów wynosi niewiele ponad 25 mm. Woda jest niezwykle trudno dostępna, a studnie znajdują się często w odległości kilkuset kilometrów od siebie.
Część pustyni wraz z przyległymi obszarami gór Aïr objęta jest ochroną w ramach Rezerwatu Przyrody Aïr i Ténéré (fr. Réserve naturelle de l'Aïr et du Ténéré), w 1991 roku wpisanego na listę światowego dziedzictwa UNESCO, a w 1997 roku ogłoszonego rezerwatem biosfery.

## Historia
Region Ténéré nie zawsze był pustynią. W okresie karbonu było tu dno morza, a następnie las tropikalny. Na zachodnim krańcu dzisiejszej pustyni znajduje się cmentarzysko dinozaurów. Znaleziono tu wiele skamieniałości, wydobytych na powierzchnię ziemi siłami erozji.
W okresie wczesnej historii ludzkości były tu żyzne tereny o klimacie i środowisku o wiele bardziej sprzyjającym osiedlaniu się człowieka niż obecnie. Region ten zamieszkany był przez człowieka współczesnego już w paleolicie około 60 tys. lat temu. Żyjące tu społeczności polowały na dzikie zwierzęta i pozostawiły świadectwo swojego istnienia w postaci kamiennych narzędzi. W okresie neolitu około 10 tys. lat temu prehistoryczni łowcy tworzyli malowidła naskalne, które w wielu miejscach zachowały się do dziś.
W miarę wysychania Sahary człowiek stopniowo opuszczał region Ténéré. Około XXV wieku p.n.e. krajobraz był tu już tak niegościnny, jak dzisiaj. Współcześnie region ten jest bardzo rzadko zaludniony. Żyją tu głównie plemiona Tuaregów, prowadzących wędrowny tryb życia. Istnieje tu też kilka osad w oazach, których historia sięga często czasów średniowiecza, gdy docierały tu wpływy afrykańskich królestw dorzecza Nigru.